# Abutilon oxycarpum
Abutilon oxycarpum är en malvaväxtart som först beskrevs av Ferdinand von Mueller, och fick sitt nu gällande namn av George Bentham. Abutilon oxycarpum ingår i släktet klockmalvor, och familjen malvaväxter. Utöver nominatformen finns också underarten A. o. incanum.